# قطعنامه ۱۰۴۵ شورای امنیت
قطعنامه ۱۰۴۵ شورای امنیت سازمان ملل متحد که در تاریخ ۰۸ فوریه ۱۹۹۶ تصویب شد، سندی بین‌المللی دربارهٔ بررسی وضعیت در آنگولا است. این قطعنامه طی نشست ۳۶۲۹ام با ۱۵ رای موافق، ۰ مخالف و ۰ ممتنع تصویب شد.